# Паризької Комуни (Кременчуцький район)
Паризької Комуни — колишнє село в Україні, розташоване в Кременчуцькому районі (Омельницька сільрада) Полтавської області. Зняте з обліку 16 червня 2000 року,.
На відстані близько 2 км від місця, де було село, розташовані Кременчуцький нафтопереробний завод та колишній завод БВК.
Чисельність населення на 1992 рік — 50 осіб.
В околицях села є курганна група. Висота курганів — до 4 метрів.